# 大衛·霍夫曼
戴维·阿尔伯特·霍夫曼（英語：David Albert Huffman，1925年8月9日—1999年10月7日），生於美國俄亥俄州，計算機科學家，為霍夫曼編碼的發明者。他也是摺紙數學領域的先驅人物。

## 生平
1944年，在俄亥俄州立大學取得電機工程學士。在第二次世界大戰期間，進入美國海軍，服役兩年。退伍後，他回到俄亥俄州立大學，取得電機工程碩士。其後進入麻省理工學院攻讀博士，主修電機工程。1953年，取得自然科學博士。在攻讀博士期間，於1952年發表了霍夫曼編碼。
在取得博士學位後，他成為麻省理工學院教師。1967年，轉至聖塔克魯茲加利福尼亞大學任教，在此，他協助創立了計算機科學系，1970年至1973年間，他擔任系主任。1994年，他從學校退休。
1999年，被診斷出癌症，在同年10月病逝。享年74歲。